# Чавдар Кънчев
Чавдар Кънчев е български финансист, топ-банкер, бивш изпълнителен директор на Булбанк (1991-2000). През 2000 година е удостоен със златен приз „Буров“.

## Биография
Чавдар Кънчев е роден на 28 февруари 1952 г. в град Златица, България. Средното си образование завършва Първа английска езикова гимназия в София. Висшето си образование получава във Висшия икономически институт „Карл Маркс“ (днес Университет за национално и световно стопанство – УНСС) – специалност „Международни икономически отношения“.
След завършването си работи в международния отдел на Българската народна банка. През 1983 година става заместник-директор на Литексбанк в Ливан, в която българското участие достига 87 процента. През 1985 година става председател на банката. През 1991 година оглавява Булбанк и е неин шеф до приватизацията ѝ през 2000 година.
На 28 юни 2000 година, два дена преди БКК да вземе решение за продажбата на Булбанк, Кънчев обявява, че ще подаде оставка, защото според него изборът на БКК да продаде банката на италианско-немския консорциум „Уникредито“ - „Алианц“ е предателство на националните интереси и ще ощети държавата със 100 млн. долара. Тогава той подчертава, че се приватизира не 88 % от трезора, а 98 % и вицепремиерът Петър Жотев не е спазил джентълменското споразумение на мениджмънта на Булбанк да се дадат 9,5 % от акциите.
Кънчев е вербуван като агент на ДС през 1983 г., когато е изпратен на работа в Ливан.